# Harry Lamberts-Paulsen
Harry Lamberts-Paulsen (31 de mayo de 1895 - 20 de junio de 1928) fue un actor teatral y cinematográfico alemán, activo en la época del cine mudo.

## Biografía
Nacido en Hamburgo, Alemania, se abrió paso en los primeros años 1910 en Berlín como comediante en el Volksbühne de esa ciudad y como artista de cabaret. En los años de la Primera Guerra Mundial fue también conocido como actor cinematográfico.
Entre 1917 y 1918 Lamberts-Paulsen fue el protagonista, encarnando al personaje Harry, de numerosos cortos cómicos, y en 1922 empezó a actuar en largometrajes como actor de reparto.
Harry Lamberts-Paulsen falleció en el año 1928 en Berlín, Alemania. Tenía 33 años de edad.

## Filmografía
- 1913 : Moderne Nomaden
- 1916 : Der Weg der Tränen
- 1916 : Das Licht im Dunkeln
- 1916 : Komtesse Hella
- 1916 : Das Geheimnis des Sees
- 1917 : Das Defizit
- 1917 : Der Mann im Havelock
- 1917 : Das Rätsel der Stahlkammer
- 1917 : Das Mädel von nebenan
- 1917 : Zwei blaue Jungen
- 1917 : Harry als Badeengel (corto)
- 1918 : Harrys Glücksschirm (corto)
- 1918 : Harry als Detektiv (corto)
- 1918 : Harry als Wachsfigur (corto)
- 1918 : Harry lernt Billardspielen (corto)
- 1918 : Harry wird Millionär
- 1918 : Tausend und eine Frau. Aus dem Tagebuch eines Junggesellen
- 1922 : Das Diadem der Zarin
- 1924 : Mensch gegen Mensch
- 1925 : Der Mann, der sich verkauft
- 1925 : Das Abenteuer der Sybille Brant
- 1926 : Die Boxerbraut
- 1927 : Die Vorbestraften
- 1927 : Der Meister der Welt
- 1927 : Das Erwachen des Weibes
- 1927 : Der Bettler vom Kölner Dom
- 1928 : Es zogen drei Burschen
- 1928 : Luther – Ein Film der deutschen Reformation
- 1928 : Die Dame mit der Maske